# The Wake of Magellan
| Recensione  | Giudizio |
| ----------- | -------- |
| AllMusic    | [ 1 ]    |
| Metal Rules | 5/5      |
| Rock Hard   | 9.5/10/  |

The Wake of Magellan è il decimo album in studio del gruppo musicale heavy metal statunitense Savatage, pubblicato nel 1997 dalla Atlantic Records negli Stati Uniti d'America e dalla Concrete in Europa.

## Il disco
Si tratta di un concept album ed è basato principalmente su due eventi:
- Il primo è l'incidente di Maersk Dubai, accaduto 1 anno prima della pubblicazione di quest'album, in cui il capitano di una fregata taiwanese gettò in mare 3 clandestini rumeni nel mezzo dell'Atlantico.
- Il secondo è la morte della reporter irlandese Veronica Guerin che morì combattendo il traffico di droga nel suo paese.

Questi eventi sono combinati tra loro nella storia di un vecchio marinaio spagnolo, che decide alla fine della sua vita di salpare con la sua piccola imbarcazione nell'atlantico cercando una gloriosa morte, come gli antichi vichinghi, che nella sua mente romanticizza. Tuttavia quando finisce in una tempesta, pensando che il suo desiderio sia diventato realtà, scorge nell'oceano un uomo che sta affogando. Di colpo perde ogni desiderio di morire e combatte per salvare quell'anima. Dopo molte peripezie riesce a salvare il naufrago. Tornato sulla terra ferma si rende conto che non solo ogni singola vita è preziosa, ma anche ogni singola ora della vita stessa.

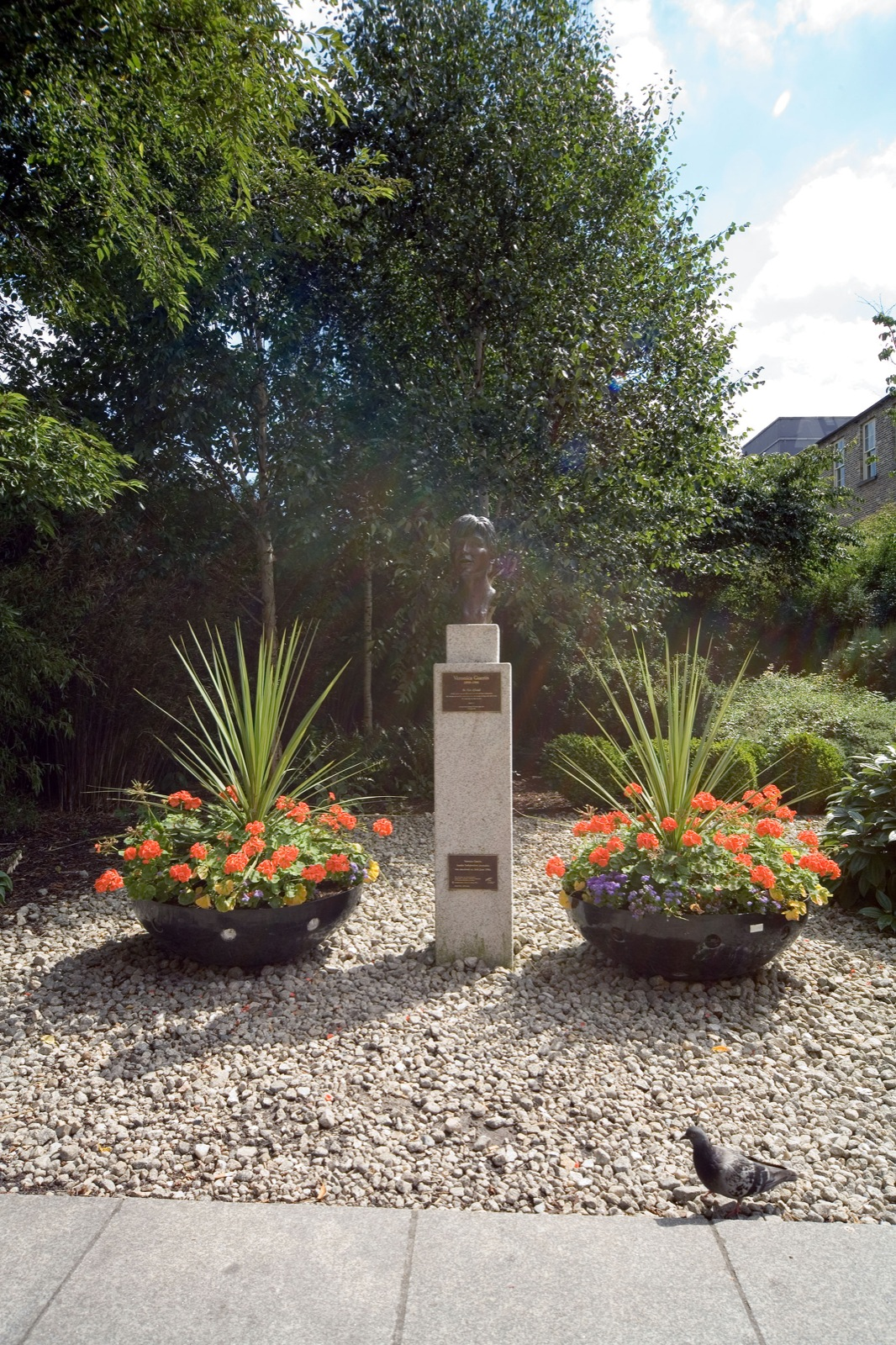
La tomba di Veronica Guerin

## Tracce
1. The Ocean – 1:33
2. Welcome – 2:11
3. Turns to Me – 6:01
4. Morning Sun – 5:49
5. Another Way – 4:35
6. Blackjack Guillotine – 4:33
7. Paragons of Innocence – 5:33
8. Complaint in the System (Veronica Guerin) – 2:37
9. Underture – 3:52
10. The Wake of Magellan – 6:10
11. Anymore – 5:16
12. The Storm – 3:45
13. The Hourglass – 8:05

## Formazione
- Zachary Stevens - voce
- Jon Oliva - tastiere, voce (Another Way, Paragons of Innocence)
- Chris Caffery - chitarra, voce addizionale
- Al Pitrelli - chitarra, voce addizionale
- Johnny Lee Middleton - basso, voce addizionale
- Jeff Plate - batteria

## Classifiche
| Classifica (1997)         | Posizione massima |
| ------------------------- | ----------------- |
| Germania                  | 11                |
| Paesi Bassi               | 79                |
| Classifica (1998)         | Posizione         |
| Stati Uniti (heatseekers) | 26                |
| Classifica (2010)         | Posizione         |
| Grecia                    | 30                |

| Classifica (2022) | Posizione massima |
| ----------------- | ----------------- |
| Svizzera          | 99                |